# Mirage
Cet article concerne le phénomène optique. Pour les autres significations, voir Mirage (homonymie).

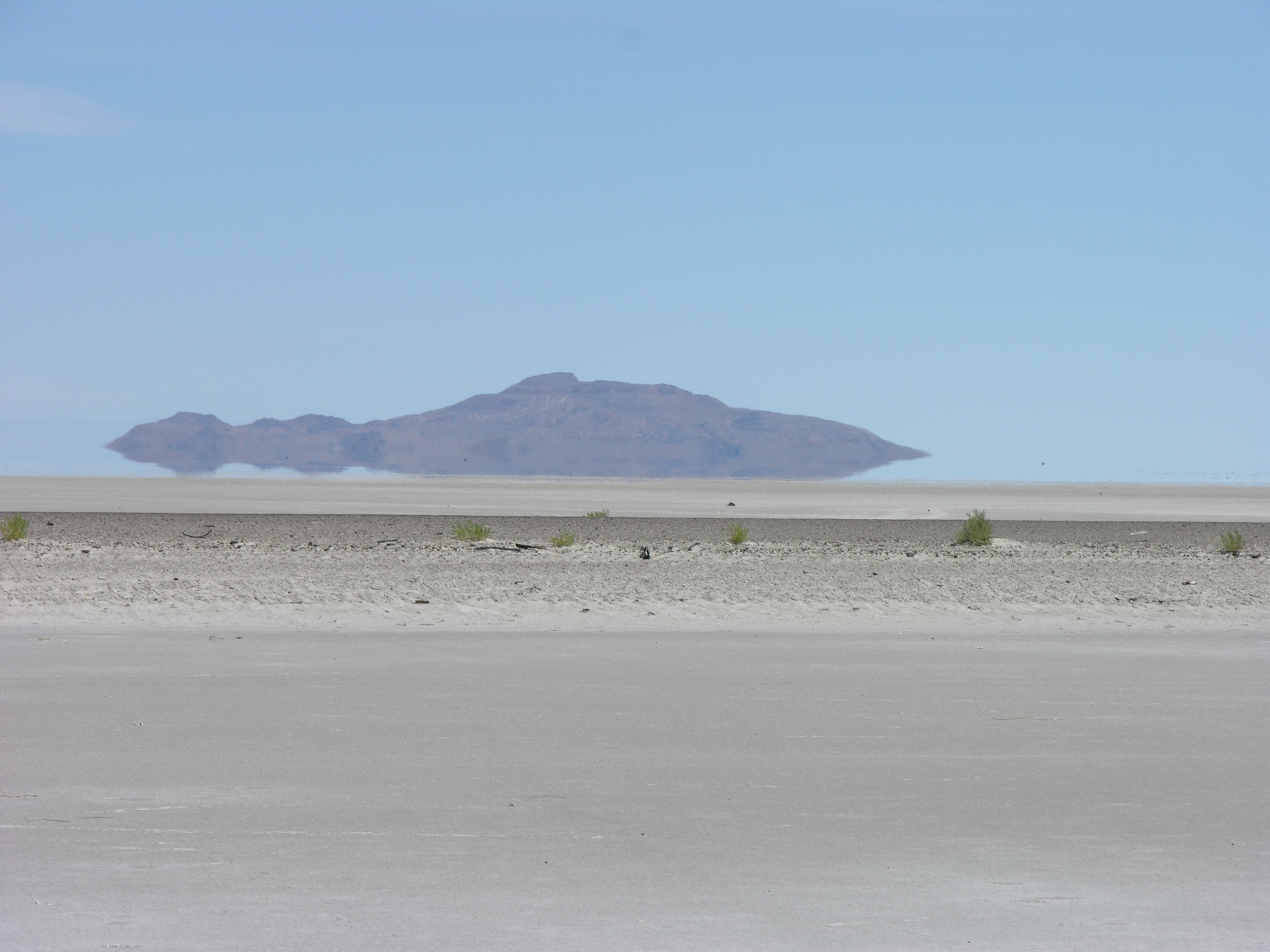
Mirage chaud sur le Grand Lac Salé, Utah, États-Unis

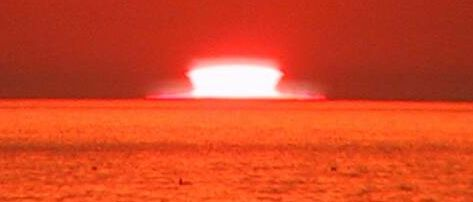
Mirage froid : Double soleil sur le Lac Supérieur.

Le mirage  (du latin miror, mirari : s'étonner, contempler) est un phénomène optique dû à la déviation des faisceaux lumineux par des superpositions de couches d'air de températures différentes.  En fait, il s'agit d'une propagation anormale de la lumière dans une atmosphère où la température, la pression et l'humidité ne varient pas verticalement selon la normale. La déviation de ces rayons donne alors l'impression que l'objet que l'on regarde est à un endroit autre que son emplacement réel, et peut déformer l'image observée. 
Un mirage est une illusion d'optique,,.
Ce n'est pas une hallucination puisqu'on peut le photographier : un mirage a la même réalité que l'image d'un objet dans un miroir. Les images produites par un mirage sont par contre sujettes à interprétation : par exemple les mirages inférieurs ont souvent l'apparence d'étendues d'eau, les Fata Morgana peuvent ressembler à des châteaux, des plateaux, des montagnes ou des constructions plus complexes.[réf. nécessaire]
Il est possible de classer les mirages en 3 catégories : les mirages supérieurs, inférieurs et les Fata Morgana, mirages plus complexes composés de plusieurs images superposées l'une à l'autre.

## Historique
Les premières observations de mirages semblent remonter à l'an -350, lorsqu'Aristote mentionne dans Meteorologica qu'il arrive que des promontoires paraissent anormalement grands dans certaines circonstances météorologiques et que le vent du sud-est fasse grossir les astres lors de leur coucher ou leur lever.
« C'est là aussi ce qui fait qu'en mer, les cimes des promontoires paraissent plus élevées, et que les dimensions de tous les objets augmentent quand souffle le vent du sud-est. C'est encore ce qui se produit pour les objets qui paraissent à travers des brouillards ; par exemple, le soleil et les étoiles, quand ils se lèvent ou qu'ils se couchent, semblent plus grand que quand ils sont au milieu du ciel. »
— Aristote, Meteorologica traduit par J. Barthélemy Saint-Hilaire, A.Durand Libraire éditeur, 1863
Ce passage fait partie d'un chapitre traitant de la réfraction de la lumière et de l'explication du phénomène d'arc-en-ciel. Il est fort probable que la déformation subie par les astres et l'agrandissement des « promontoires » soit dû à la réfraction de la lumière par l'air chaud porté par le sirocco, vent du sud-est qui est mentionné.
D'autres mentions sont faites, de gens disparaissant de vue à cause de l'air « densifié par la chaleur » ou du soleil, déformé et entouré de « flammèches » ,, ou encore de formes indistinctes, immobiles ou mouvantes, assimilées à d'étranges créatures (Diodore de Sicile in Bibliothèque historique Tome 2).
Dans l′Histoire naturelle de Pline l'Ancien, une multitude de phénomènes physiques et astronomiques sont recensés dans le livre II, notamment la mention de Soleil multiples visibles le matin et le soir (Chapitre XXXII), et plus loin  :
« Sous le troisième consulat de Marius les habitants d'Ameria et de Tudertum virent des armées célestes venir se heurter du levant et du couchant, et celles qui étaient du côté du couchant furent mises en déroute. On a vu plusieurs fois le ciel lui-même en feu ; cela n'est pas étonnant : ce sont les nuages qui s'enflamment dans une grande étendue. »
— Pline l'ancien, Histoire naturelle traduit par Émile Littré, Firmin Didot et Cie, 1877
Ce genre d'apparitions d'armées dans les airs, qui s'affrontent puis se retirent, est en réalité une occurrence récurrente dans les récits anciens. Flavius Josèphe mentionne dans sa Guerre des Juifs des armées apparues en l'air,, la même chose est décrite dans le livre II, Chapitre VII des Macchabées, des apparitions d'armées de spectres invoquées par les Huns lors du règne de Caribert Ier, etc. Ces armées qui violemment s'affrontent pourraient très bien être des fata morgana, mirages tremblotants et scintillants qui apparaissent à l'horizon.
Tout au long de l'histoire les mirages sont mentionnés épisodiquement. Ainsi en 1799, Gaspard Monge consacre une partie de son récit de la campagne d’Égypte à discuter des mirages qu'il a pu observer dans le désert. Il décrit alors de manière qualitative et avec une approche assez juste le phénomène du mirage, c'est-à-dire non plus comme Aristote — de la réfraction dans de l'air densifié par de la vapeur d'eau — mais comme un phénomène de réfraction dans de l'air densifié par la température, avec une réflexion totale faisant que les rayons suivent une courbe.
Dans le livre autobiographique de Ludovic Kennedy, Pursuit: The Chase and Sinking of the “Bismarck”, celui-ci décrit un incident qui aurait eu lieu vers le détroit du Danemark, en 1941, après le naufrage du Hood. Le Bismarck, poursuivi alors par les croiseurs anglais Norfolk et Suffolk, disparaît dans le brouillard, hors de la vue des croiseurs. En quelques secondes, le bâtiment réapparaît, croisant vers les bateaux anglais à grande vitesse. Les bateaux se séparèrent en urgence, anticipant une attaque imminente, et des observateurs des deux bateaux ne purent que constater avec étonnement la disparition soudaine du Bismarck, se fondant dans le brouillard. Les radars ayant enregistré sa position confirmèrent que le Bismarck n'avait pas dévié de sa course tout du long.

## Principe

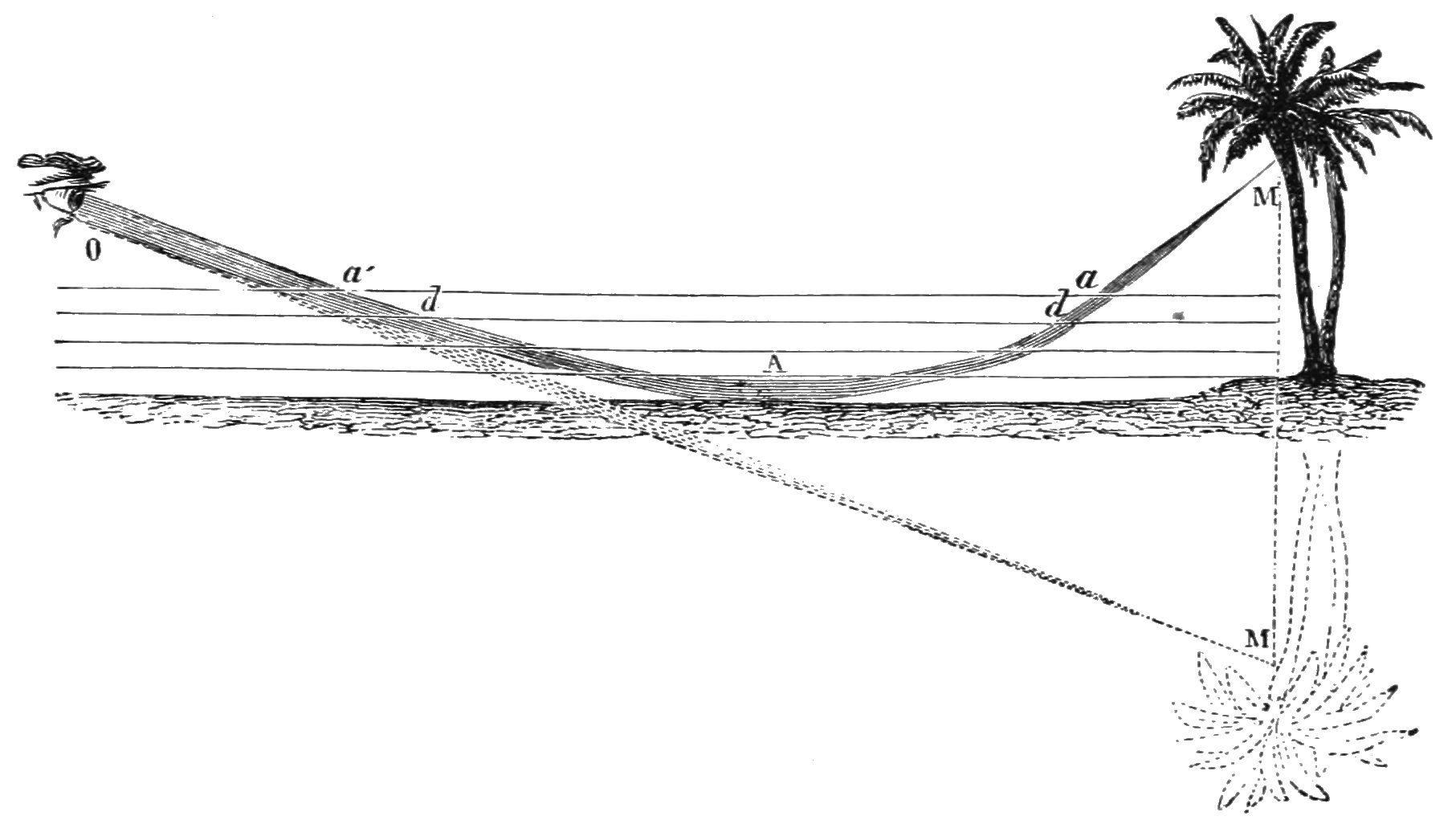
Schéma de principe d'un mirage inférieur.

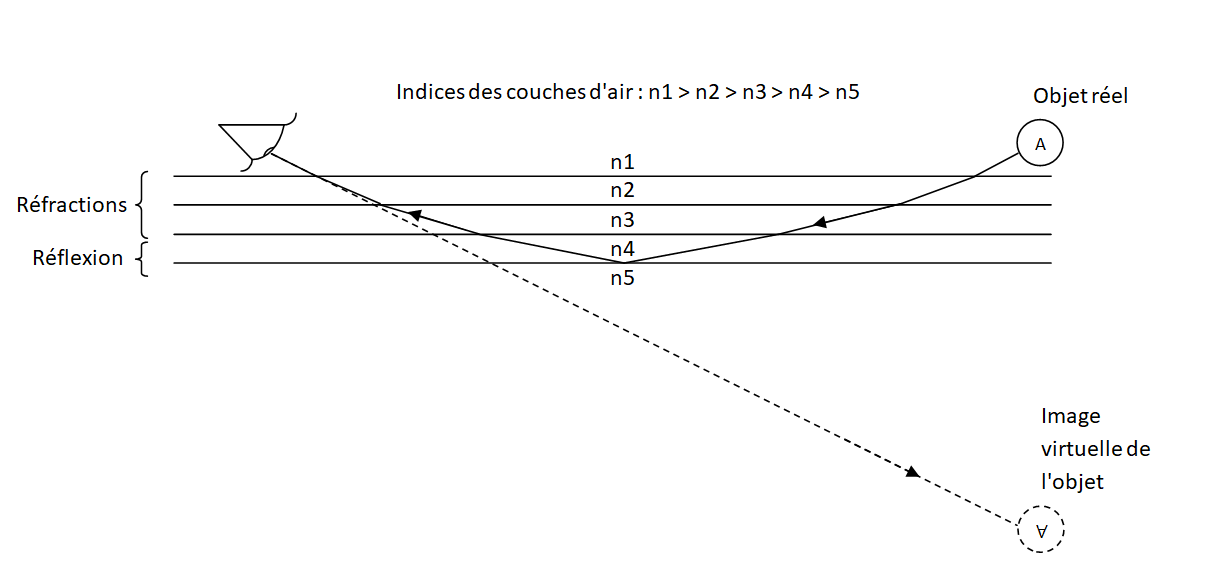
Description du comportement des rayons lumineux créant un mirage inférieur — La loi de Descartes est mise en avant

L'indice de réfraction de l'air n'est pas une constante : il évolue notamment avec la température et la pression atmosphérique, ainsi que l'humidité et plus généralement la composition de l'air. Les couches d'air froid par exemple sont plus denses et de ce fait leur indice est plus fort car l'indice évolue proportionnellement à la pression et inversement proportionnellement à la température. La superposition de couches d'air de plus en plus chaudes ou froides crée un gradient de température et de pression et donc d'indice pour l'air.
| Température | Indice      |
| ----------- | ----------- |
| −20 °C      | 1,00031489  |
| −10 °C      | 1,000302844 |
| 0 °C        | 1,000291647 |
| 10 °C       | 1,000281196 |
| 20 °C       | 1,000271373 |

Dans son état normal et « stable » une colonne d'air dans l'atmosphère normale possède un gradient de température d'environ −1 × 10−2 °C m−1 ; le gradient est négatif car la température a tendance à diminuer avec l'altitude. Le gradient d'indice de l'atmosphère provoque déjà des phénomènes dit de réfraction terrestre faisant que des objets situés légèrement sous la ligne d'horizon sont visibles. Pour qu'un mirage ait lieu, il faut donc un gradient bien supérieur à cela, de plusieurs degrés par mètre. D'après Minnaert, pour qu'un mirage ait lieu et ne soit pas une simple déformation de l'objet (comme un allongement ou une contraction sans effet d'inversion de l'image par exemple), il faut un gradient de température d'au moins 2 °C m−1, voire 4 ou 5 °C m−1.

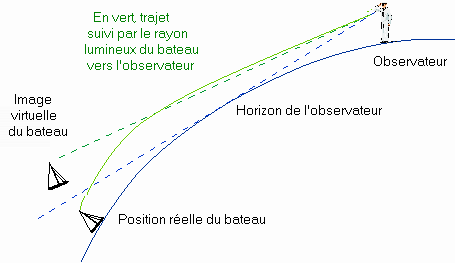
Schéma de principe d'un mirage supérieur.

La loi de Descartes est comme suit : {\displaystyle n_{1}\sin {(i)}=n_{2}\sin {(r)}} où :
- n1 est l'indice du milieu d'où provient le rayon
- n2 est l'indice du milieu dans lequel le rayon est réfracté
- i est l'angle d'incidence du rayon, c'est-à-dire l'angle que forme le rayon avec la normale à la surface. Ici, on peut assimiler la normale à la direction du gradient.
- r est l'angle de réfraction du rayon, c'est-à-dire l'angle que forme le rayon réfracté avec la direction du gradient.

Ainsi, lorsque le gradient d'indice est suffisamment fort, le rayon lumineux va traverser de multiples couches d'air et être réfracté de multiples fois, décrivant une trajectoire courbe, jusqu'à réflexion totale du rayon. Dans le cas d'un mirage supérieur ou froid, les indices les plus forts sont à des altitudes plus faibles, de ce fait les rayons vont décrire une trajectoire ascendante et concave (par rapport à l'axe des altitudes) jusqu'à réflexion totale, où le rayon va s'incliner vers le sol. L'inverse se produit dans le cas d'un mirage inférieur dit chaud, les indices les plus forts sont à des altitudes plus grandes, de ce fait les rayons vont décrire une trajectoire descendante et convexe (par rapport à l'axe des altitudes).

### Propagation dans un milieu inhomogène
Une approche générale du phénomène demande que l'on considère la propagation d'un rayon lumineux dans un milieu inhomogène, dont l'indice varie comme une fonction continue des coordonnées du milieu {\displaystyle n({\vec {r}})}. La fonction est continue car les changements de température ou de pression, même brusques, sont soumis aux phénomènes de conduction, convection, et sont donc d'un ordre de grandeur largement supérieur à la longueur d'onde de la lumière. Dans ces conditions l'eikonal de l'onde suit la loi suivante : {\displaystyle S({\vec {r}})=constante}.
Soit l'abscisse curviligne {\displaystyle s}, le rayon lumineux est donc décrit par {\displaystyle {\vec {r}}(s)}. Par définition, {\displaystyle {\vec {u}}} est tangent au rayon :
{\displaystyle {\dfrac {d{\vec {r}}}{ds}}={\vec {u}}={\dfrac {{\vec {\nabla }}S}{n}}}
On en déduit l'équation générale d'un rayon lumineux dans un milieu d'indice {\displaystyle n({\vec {r}})} :
{\displaystyle {\dfrac {d}{ds}}\left(n{\dfrac {d{\vec {r}}}{ds}}\right)={\vec {\nabla }}n}
Équation qu'il est possible d'utiliser pour tout type de gradient d'indice, comme pour les lentilles à gradient d'indice. Le problème est simplifiable dans certains cas particuliers comme en présence d'un gradient constant, le long d'un seul axe, etc. Ainsi quelques solutions peuvent être trouvées analytiquement mais la plupart des solutions de cette équation, surtout dans le cas d'un milieu inhomogène et variant de manière complexe en x, y, et/ou z amènent à des résolutions fastidieuses et numériques.

### Résolution mathématique du problème de mirage
Une résolution classique du problème de la propagation des rayons lumineux dans l'atmosphère lors d'un mirage peut cependant être faite en partant de la loi de Descartes {\displaystyle n(z)\sin {(i(z))}=n_{0}\sin {(i_{0})}=A}, où les angles i sont les angles d'incidence au niveau des couches superposées d'air et A est une constante, l'indice 0 indiquant les conditions limites au sol ou à l'origine des rayons lumineux.
Comme dans l'air, pour un petit déplacement dz, le rayon lumineux se déplace de dx, formant un angle i avec l'axe des altitudes on trouve que :
{\displaystyle {\frac {dz}{dx}}={\frac {1}{\tan {(i(z))}}}={\frac {\sqrt {1-\sin {(i(z))}^{2}}}{\sin {(i(z))}}}={\sqrt {{\frac {1}{\sin {(i(z))}^{2}}}-1}}={\sqrt {{\frac {n^{2}(z)}{A^{2}}}-1}}}.
Si l'on considère une loi de variation de l'indice de l'air suivant {\displaystyle n^{2}(z)=n_{0}^{2}-kz} et qu'on l'utilise dans la précédente formule, on aboutit à :
{\displaystyle {\begin{aligned}{\frac {dz}{dx}}&={\sqrt {{\frac {n_{0}^{2}-kz}{A^{2}}}-1}}\\\ A{\frac {dz}{dx}}&={\sqrt {n_{0}^{2}-A^{2}-kz}}\\\ A{\frac {dz}{\sqrt {n_{0}^{2}-A^{2}-kz}}}&=dx\end{aligned}}}
On reconnaît la primitive de la fonction racine :
{\displaystyle -{\frac {2A}{k}}{\sqrt {n_{0}^{2}-A^{2}-kz}}=x+C_{1}}
Où l'on peut fixer la constante à l'aide des conditions aux limites et sachant la valeur de A :
{\displaystyle {\begin{aligned}-{\frac {2n_{0}\sin {(i_{0})}}{k}}{\sqrt {n_{0}^{2}\cos {(i_{0})}^{2}-kz}}&=x+C_{1}\\\ C_{1}&=-{\frac {2n_{0}^{2}\sin {(i_{0})}\cos {(i_{0})}}{k}}\\\ -2n_{0}{\sqrt {n_{0}^{2}\cos {(i_{0})}^{2}-kz}}&={\frac {kx}{\sin {(i_{0})}}}-2n_{0}^{2}\cos {(i_{0})}\\\ 4n_{0}^{2}(n_{0}^{2}\cos {(i_{0})}^{2}-kz)&={\frac {(kx)^{2}}{\sin {(i_{0})}^{2}}}-4\ {n_{0}^{2}kx}\cot {(i_{0})}+4n_{0}^{4}\cos {(i_{0})}^{2}\\\ -4n_{0}^{2}kz&={\frac {(kx)^{2}}{\sin {(i_{0})}^{2}}}-4\ {n_{0}^{2}kx}\cot {(i_{0})}\\\ z&=-k\left({\frac {x}{2n_{0}\sin {(i_{0})}}}\right)^{2}+\ {x}\cot {(i_{0})}\end{aligned}}}
Solution générale qui est l'équation d'une parabole dont le « sens » est donné par la constante k caractérisant le gradient d'indice et donnant l'extremum de la parabole donc des rayons lumineux.

## Mirage inférieur

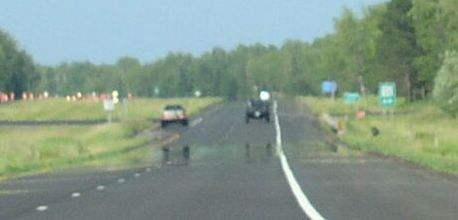
Mirage chaud : Sur une voie express dans le Minnesota.

Le mirage inférieur ou mirage chaud est donc causé par le réchauffement des couches basses de l'air, ce qui a lieu très fréquemment dans les zones désertiques ou sur les routes chauffées par le soleil. Dans ces cas, l'air proche du sol peut atteindre des températures supérieures de près d'une dizaine de degrés aux températures des couches d'air plus élevées. Les rayons lumineux sont alors très courbés dans cette zone près du sol. On observe aussi très souvent un phénomène d'inversion de l'image : comme les rayons situés en haut de l'objet sont moins inclinés par rapport au gradient que les rayons du bas, ils subissent une réflexion totale plus bas et seront donc perçus en dessous des rayons du bas de l'objet. De ce fait, le mirage est sous l'objet et inversé par rapport à celui-ci.
Comme ce phénomène repose sur un échauffement important de l'air au niveau du sol, des turbulences ont tendance à apparaître et donneront une impression de distorsion de l'image. C'est ainsi que les mirages que l'on voit apparaître sur les routes ne donnent pas une réflexion parfaite du ciel, mais une image instable, comme une flaque d'eau.

## Mirage supérieur

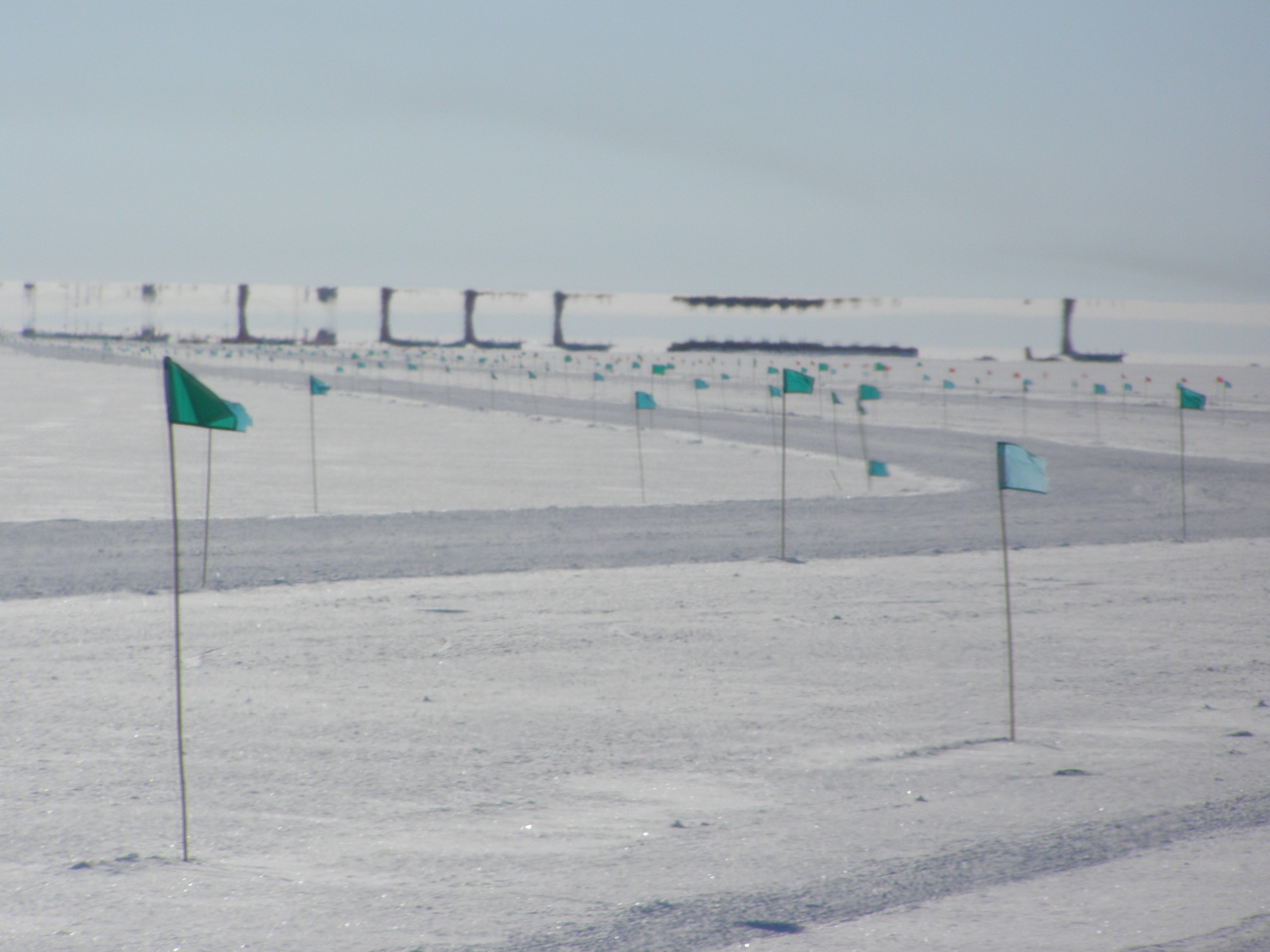
Mirage froid : vue d'un aérodrome sur la banquise, Base antarctique McMurdo

La naissance d'un mirage supérieur dit « froid » survient lorsque l'air proche du sol est plus froid qu'en hauteur. Le gradient thermique de l'atmosphère est alors dirigé vers le haut et l'air est refroidi au niveau du sol : la température croit avec l'altitude sur une certaine distance. Ceci est le cas dans des lieux où la surface du sol est très froide (banquise, mer froide, sol gelé...) où ces couches d'air plus froid dites couches d'inversion apparaissent. L'image de l'objet peut être inversée ou non, parfois déformée par la convection de l'air, et sera au-dessus de l'objet réel.
Dans un mirage supérieur, les rayons lumineux issus de l'objet vont suivre une trajectoire ascendante et concave comme expliqué précédemment. Une singularité de ce type de mirages apparaît lorsque les rayons suivent la courbe de la Terre : un objet situé sous l'horizon peut alors être perçu au-dessus. Ainsi la Corse peut être vue de Nice alors que son point culminant le Monte Cinto ne pourrait être observé en principe que d'un point bien plus élevé. De même des bateaux au-delà de l'horizon peuvent apparaître au-dessus, déformés. Il est possible que les mirages aient été la cause de légendes telles que celles du Hollandais volant[réf. nécessaire].
Il est à noter que si le gradient de température est de 0,129 °C m−1 les rayons lumineux seront suffisamment courbés par l'effet de mirage pour suivre la courbure de la terre tant que la couche d'inversion est présente[réf. nécessaire].

### Effet Novaya Zemlya

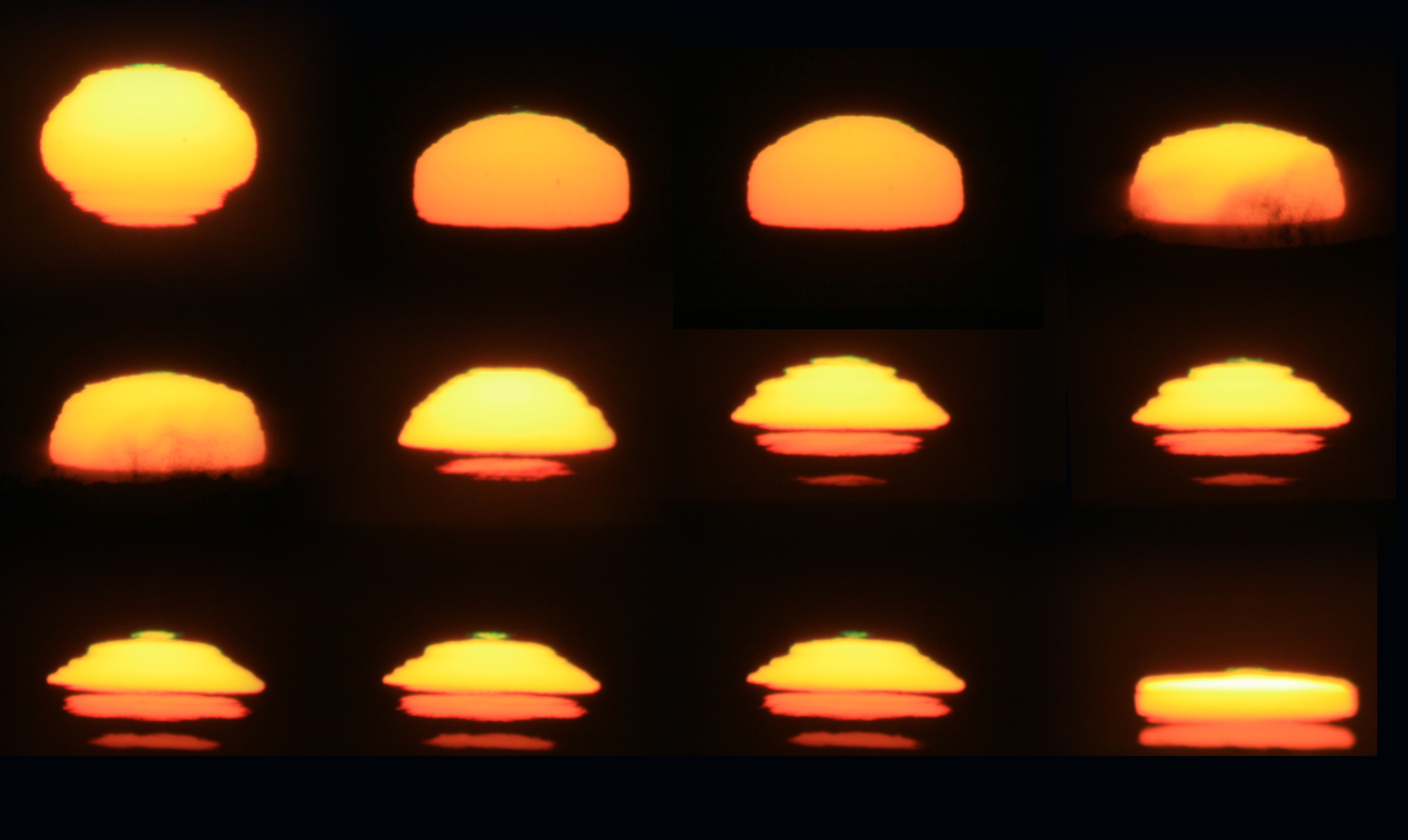
Crépuscule et rayon vert en Californie.

Les premiers témoignages de l'effet Novaya Zemlya remontent à 1597 lorsque l'expédition néerlandaise de Willem Barents se retrouva piégée sur l'île de Nouvelle-Zemble, dans l'océan Arctique, alors qu'elle cherchait le passage du Nord-Est. L'équipage perdit le bateau en automne 1596 et fut obligé de rester sur l'île et d'y passer l'hiver. Le soleil se coucha pour la dernière fois le 6 novembre et il était prévu qu'il ne se lève pas avant le 8 février. Cependant le 24 janvier, l'équipage aperçut le soleil se lever à l'horizon. En théorie, le soleil était à 5° 26′ sous l'horizon. Bien que ces constatations aient été controversées à l'époque (notamment par Robbert Robbertszoon), elles tombèrent en désuétude avant d'être successivement reprises par Jean-Etienne Baills puis S. W. Visser qui démontrèrent leur véracité ainsi que l'explication physique du phénomène.
L'effet Novaya Zemlya est un mirage froid particulier puisque deux couches d'air sont superposées : en bas, une couche d'air froid, sur une altitude suffisante, et au-dessus une couche d'air chaud servant de guide d'ondes à la lumière. La couche d'inversion et la couche d'air chaud forment une thermocline qui, comme dans une fibre optique va guider les rayons lumineux et les empêcher de s’échapper dans l'atmosphère. Les rayons sont déjà affectés par l'effet de mirage et sont réfractés ; en atteignant la thermocline, la baisse soudaine de l'indice de réfraction de l'air fait que les rayons les plus inclinés sont renvoyés vers la Terre par réflexion totale. Les rayons lumineux sont alors guidés tant que la thermocline est présente, ceci impliquant des conditions météorologiques très favorables : temps calme, thermocline de plusieurs kilomètres, horizon dégagé. Le soleil apparaît alors même s'il est très en dessous de la ligne d'horizon, sous la forme d'une bande de lumière bifide,.

## Fata Morgana et Fata Bromosa
Certaines situations combinent les mirages inférieurs et supérieurs, par des profils d'indice de l'air particuliers, donnant alors une image irréelle au paysage lointain. Ce phénomène, observable notamment dans le détroit de Messine, avait été attribué par les hommes du Moyen Age à la fée Morgane, d'où le nom de cette manifestation curieuse des propriétés des rayons lumineux. La Fata Morgana est un mirage peu stable qui donne des images multiples, déformées et superposées de l'objet du mirage. Le mirage a l'apparence de tours et de constructions, de plateaux qui sont à l'origine du nom du phénomène, la fée Morgane étant réputée habiter sur la mystérieuse île d'Avalon et user de magie.

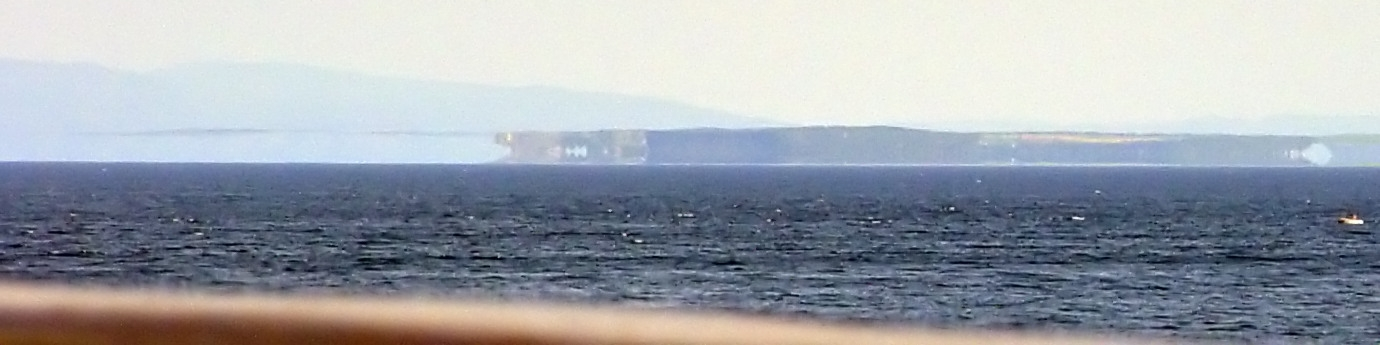
2005-08-22 fata morgana prise sur la côte norvégienne

La Fata Morgana est causée par la superposition de couches d'inversion et de couches d'air chaud avec des gradients plus ou moins forts. Ainsi ce qui était un rivage lointain est élevé au-dessus de l'horizon par une couche d'inversion alors que d'autres parties sont élargies, déformées par une couche d'air plus chaud ramenant une partie des rayons vers le sol. On observe ainsi des tours, allongées par les couches d'inversion, des plateaux élargis et superposés grâce aux couches d'air plus chaud.

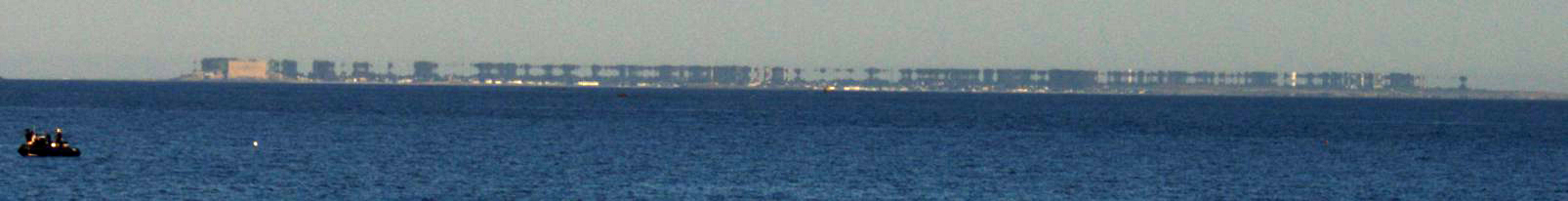
Presqu'ile de Quiberon (Morbihan,France)

La Fata Bromosa, ou Brume de fée est provoquée par le même type de profil d'indices, mais a pour effet de créer une image plutôt plate avec de fortes variations de contraste. Les rayons sont réfractés majoritairement dans certaines zones seulement, créant ainsi des parties sombres et d'autres très lumineuses donnant une impression de brouillard brillant. Ces deux effets peuvent être combinés, et il n'est pas rare que des Fata Bromosa soient incluses dans une Fata Morgana.